# هومبيرتو روميرو مارتينيز
هومبيرتو روميرو مارتينيز (بالإسبانية: Humberto Romero Hernández)‏ هو لاعب كرة قدم ومدرب كرة قدم مكسيكي، ولد في 11 أكتوبر 1964 في غوادالاخارا في المكسيك. لعب مع نادي جامعة غوادالاخارا.